# Мигулинські печери
Мигулинські печери — дві крейдові печери, які отримали назву Стара та Нова, що були утворені у Верхньодонському районі Ростовської області поблизу станиці Мигулинської.

## Історія
Дослідники припускають, що Мигулинські печери могли бути утворені раніше, ніж станиця Мигулинська, вік якої становить близько 6 століть, чи створені в той же час що і станиця, а перші келії були створені за часів татаро-монгольського іга. Монастир під землею, а не на поверхні, міг бути побудований з міркувань безпеки — так його було б легше захищати від ворожих нападів. Також, він міг слугувати схованкою — існують легенди та докази існування тунелю, за допомогою якого можна було вийти на інший берег Дону. З часом він зруйнувався через несприятливі зовнішні фактори. Дослідники припускають існування інших підземних тунелів, довжина яких становила близько 15 кілометрів. Протягом усього шляху тунелі були оснащені колодязями.
Точна дата, коли печери почали облаштовуватись монахами, не відома, але станом на 1700 рік відомо про перебування монахів у печерах. На початку XX століття у підземному монастирі жили 2 відлюдника, один з яких залишався там і у 1920-х роках. Місцеві жителі та краєзнавці знали про розташування Старої печери, інформація про вхід до Нової з'явилась у 1969 році, коли група студентів приїхала на практику до станиці Мигульської, почула легенди про монастир під землею у печерах — і почала власні дослідження. Був знайдений вхід до печери на правому березі Дону. В 1980-х роках з печер хотіли зробити сховище для зберігання овочів, але голова ради станиці заборонив подібні дії. На початку XXI століття група, до складу якої входили спалеологи ростовської федерації альпінізму та журналістка, проводили власні дослідження.

## Опис
До складу Мигулинських печер входить Стара та Нова печери. Колись вони були поєднані між собою, проте перехід з часом зруйнувався. Тепер для переходу з однієї печери до іншої, потрібно підійматись на поверхню. Існують свідчення, що печери використовувались для молитов. Входи до обох печер вузькі, що є доказом ще одного їхнього призначення — оборони. В деяких місцях встановлені бійниці. Галереї у печерах носять склепінчастий характер з заокругленням у верхній частині. Поверхня стін гладка на дотик. Печери містять горизонтальні галереї та коридори з нахилом, який становить 20 градусів. Ширина таких коридорів складає від 0,8 до 1,2 метрів, а висота від 1,8 до 2 метрів. Назви печер — Стара та Нова — є умовними, тому що були створені приблизно в однаковий час. Нова печера отримала свою назву, тому що була відкрита пізніше.

### Стара печера
До входу Старої печери, який знаходиться в урвищі, веде стежка. Глибина урвища приблизно становить 80 метрів, і розташовується вхід вище за рівень річки на 30 метрів. Загальна протяжність ходів печери становить близько 120 метрів. Дослідники виділяють 3 коридори, один з яких містить 5 келій. На стінах збереглись надписи, в тому числі і старослов'янською мовою. Написи були здійснені вугіллям. Створені спеціальні ніші для ікон. В окремій кімнаті є колодязь, вода в якому біла від крейди. На початку XXI століття води в ньому не було. Колодязь забезпечував монахів питною водою. Діаметр колодязю складає один метр, його глибина трішечки більша. Для підземних монастирів створення такого колодязю є рідкістю.
Один з коридорів печери завалений. К другому коридорі є простір з гладкими, полірованими стінами. Висота тунелю становить близько 2 метрів, а його ширина — менше 1 метр. Тунель, який прямує у сторону Дону, завершує квадратна ніша. Дослідники вважають, що на цьому місті колись могла бути ікона, через сліди від свічок.
Деякі переходи між печерами закольцовані. Можна увійти через одні двері з галереї, вийти через інші і потрапити на теж саме місце. На стінах печери знайдені надписи, зроблені у 1906, 1918 та 1930 роках, також міститься багато зайвих надписів — імен та дат.

### Нова печера
Нова печера знаходиться на відстані 50 метрів від Старої печери. Вхід до неї невеликих розмірів, але всередині вона значно більша, ніж Стара. Її тунелі мають спільні риси з лабіринтами, вони розходяться у різні сторони. Кількість келій значно більша, їх розміри — також. Збереглось невелике вирублене вікно. Температура у печері не перевищує 10 градусів. В печері є приміщення, схоже на каплицю, на стіні міститься хрест. Печери створювались ручним способом, за допомогою інструментів. Лики, які прикрашають стіни печери, не схожі один на одне. У Новій печері протяжність ходів складає близько 200 метрів. З часом Нова печера зазнала пошкоджень і є не до всіх її приміщень можна потрапити.